# Mauna Loa Cabin
La Mauna Loa Cabin est une cabane américaine servant refuge de montagne dans le comté d'Hawaï, à Hawaï. Située à 4 039 mètres sur le bord oriental de la caldeira Mokuʻāweoweo, la caldeira sommitale du Mauna Loa, elle est protégée au sein du parc national des volcans d'Hawaï. On l'atteint via l'ʻĀinapō Trail. Entre elle et la Red Hill Cabin située en aval, la distance est de 19,5 kilomètres.

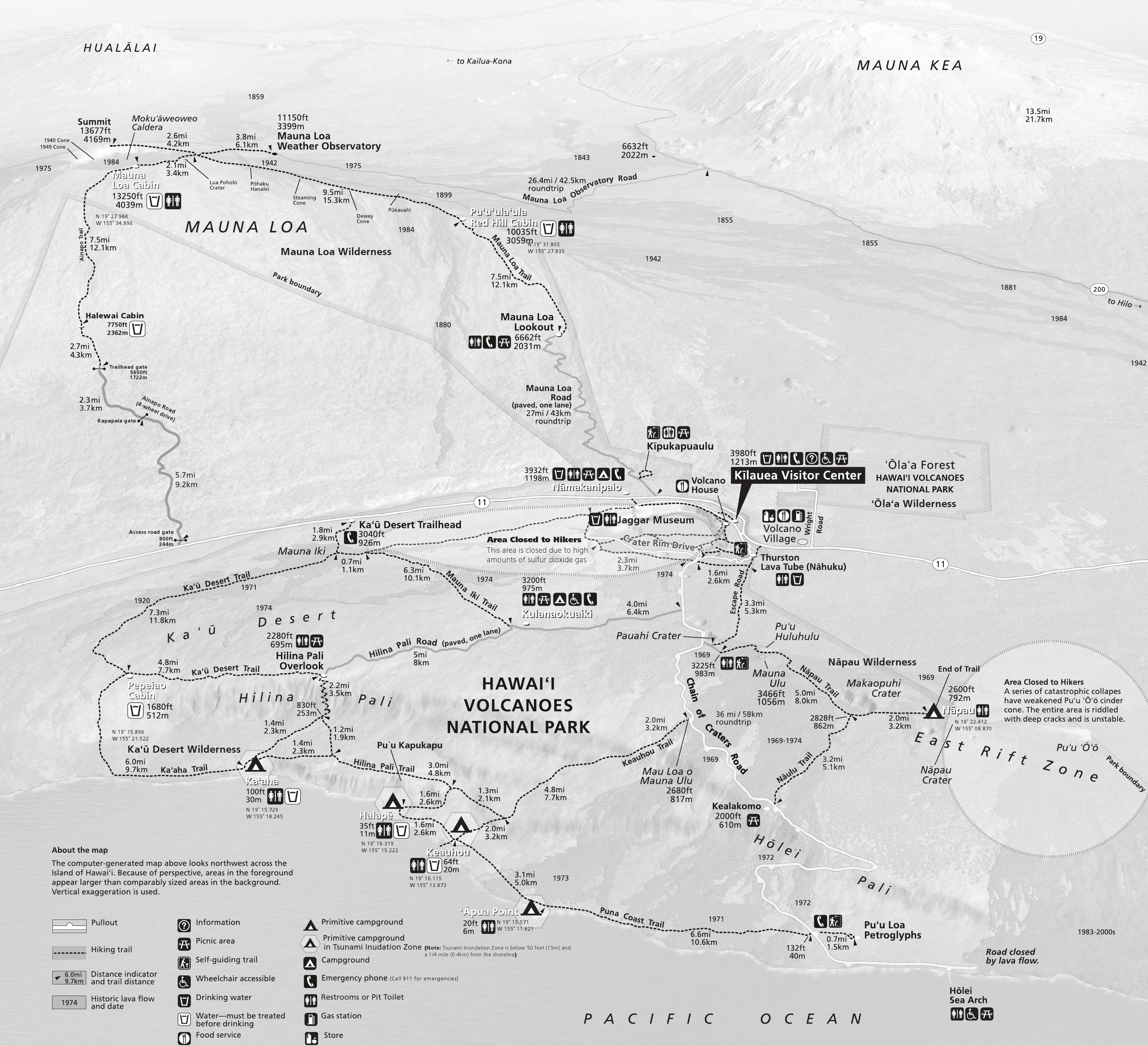
Carte du parc des volcans d'Hawaii. La Mauna Loa Cabin est en haut à gauche de la carte, juste en dessous du plus haut sommet.

Elle a été rénovée sous la supervision du NPS le 12 juillet 1979.
Ce refuge comprend 12 couchettes, des réservoirs d'eau captée dans l'environnement, dont la potabilité n'est pas garantie, et des toilettes sèches. L'équipement est donc sommaire. Il est conseillé aux visiteurs de se renseigner sur la disponibilité en eau avant de s'engager dans une marche vers ce refuge,. Il n'est possible d'y séjourner qu'avec une autorisation.